# 扎別利夫卡
49°11′12″N 28°46′45″E / 49.18667°N 28.77917°E
扎別利夫卡（烏克蘭語：Жабелівка），是烏克蘭的村落，位於該國西南部文尼察州，由文尼察區負責管轄，始建於1752年，面積1.54平方公里，海拔高度281米，2001年人口555，人口密度每平方公里361.09人。